# Planinski pupek
Planinski pupek (znanstveno ime Ichthyosaura alpestris, prej Mesotriton alpestris in Triturus alpestris) je prilagojen na življenje v hladnejših krajih. Najdemo ga do približno 2000 m nadmorske višine. Za razmnoževanje tam uporablja manjše kotanje z vodo in napajališča za živino. Razširjen je v srednji in južni Evropi.
Samičke zrastejo do 12 cm, samci pa so nekoliko manjši. Ogrlje (okrog grla) in trebuh ima enobarvno (oranžno rdeča), kar ga loči od drugih pupkov. Vzdolž bokov poteka sivo do modro obarvan pas s črnimi pikami. Pike so lepo vidne tudi na vseh nogah. Hrbtni greben samcev je nizek in neopazen. Ob svatovanju samcu zraste nizek nepretrgan celorob greben z rumenočrnimi navpičnimi progami, boki so modro bleščeči z belim pikčastim vzorcem.

## Razmnoževanje
Planinski pupki se prebudijo iz zimskega spanja zgodaj spomladi, ko se sneg začne taliti. Prva stvar, na katero začnejo misliti, je parjenje. Zbirajo se v velikem številu v raznih kotanjah, lužah ali jezerih kjer začnejo samci dvoriti samicam, tako da jim razkazujejo svoj pisan greben, ki jim v paritvenem obdobju nabrekne in je živopisane barve. Samica odloži vsako jajčece posebej na kakšno travo ali list v vodi. Iz njih se po parih dneh izležejo mladi pupki.

## Življenjska doba
V naravi živijo okoli 7 let. V ujetništvu pa lahko planinski pupek preživi tudi več kot 12 let.

## Razširjenost v Sloveniji
Živijo predvsem v alpskem in hribovitem delu Slovenije. Najpogosteje jih najdemo v alpskih jezerih ali mlakah ter lužah ki se nahajajo na področju Alp. Prisoten pa je tudi v sredogorju po Sloveniji. Prisotnega ga ni le v Prekmurju ter na Primorskem.